# Регистан (улица)
Улица Регистан (узб. Registon ko'chasi) — одна из центральных улиц Самарканда.

## Расположение
Улица Регистан находится в центре Самарканда, с одной стороны упирается в Университетский бульвар, с другой стороны — в улицу Пенджикент Йули, пересекается со следующими улицами: Дагбисткой, Бустонсарой, М. Умарова, Сузангарон, Ислама Каримова.

## История

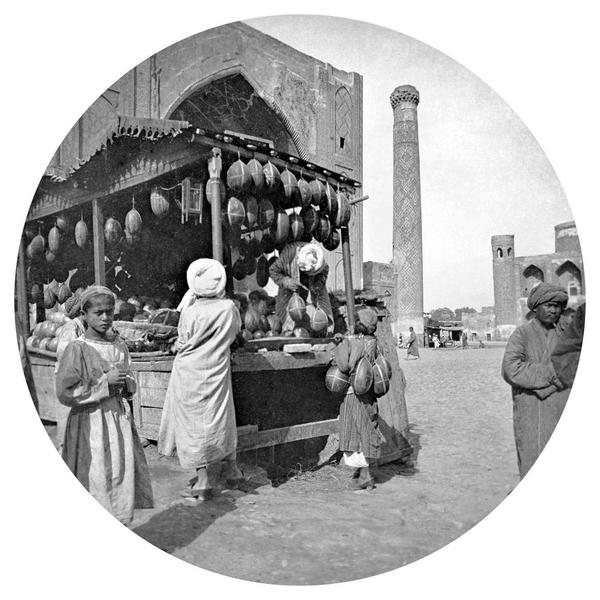
Территория улицы Регистан в конце 19 века

Территория сегодняшней улицы Регистан сформировалась более 1000 лет назад. В 1950 годах улица была спрямлена. Проходила она мимо Мавзолея Гур-Эмир (ныне усыпальница Тимуридов). На ней располагались лавки торговцев и скупщиков, мастерские ремесленников, жилища людей (махалли), медресе и т. п. Улица богата историческими событиями средних веков, времен Российской Империи и советских времен.

## Здания и сооружения

### Исторические здания и памятники
- Площадь Регистан и примыкающие к площади три медресе: Улугбека, Тилля Кари, Шердор
- Мавзолей Рухабад
- Мавзолей Абу Мансур Матридий
- Мечеть Ходжа Ахрар
- Памятник Марко Поло

### Музеи
- Торговые ряды Народного исторического искусства
- Дом-музей Садриддина Айни

### Другие здания, досуг и заведения
- Отель «Афросиаб» (ранее на её территории находилась крепость Амира Тимура)
- Ресторан «Лабигор»
- Ресторан «Регистан»
- Ресторан «Мужиза»
- Кафе
- Супермаркет «Корзинка.уз»
- Средняя школа № 2
- Зоомагазин
- Аптека
- Магазины, малые рестораны и забегаловки
- Парк-сквер «Ёшлик»
- Сквер «Шоирлар Богхи»
- Многочисленные фонтаны (в том числе «Танцующий фонтан»)
- Многофункциональные здания и офисы
- Многоквартирные дома

## Транспорт
Наземный общественный транспорт курсирует по всей улице Регистан. Движение двухстороннее, из общественного транспорта по улице Регистан курсируют такси, автобусы и маршрутное такси. До начала 2000-х годов по улице курсировали троллейбусы.

## Население
На улице Регистан расположены многоквартирные дома и махалли, численность населения примерно 3000 человек. Национальный состав: таджики, узбеки, русские, татары, корейцы и др.

## Галерея

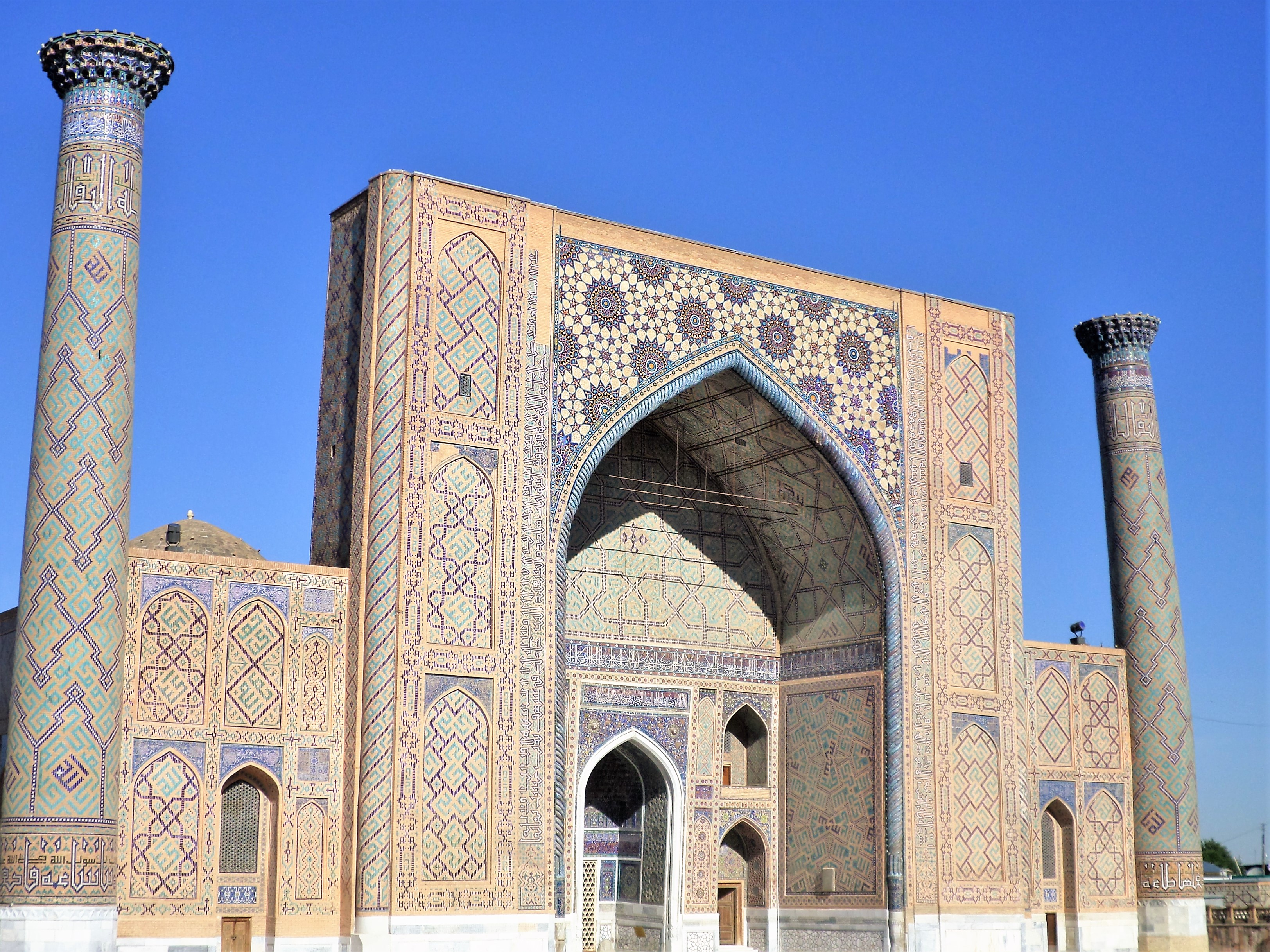
Медресе Улугбека
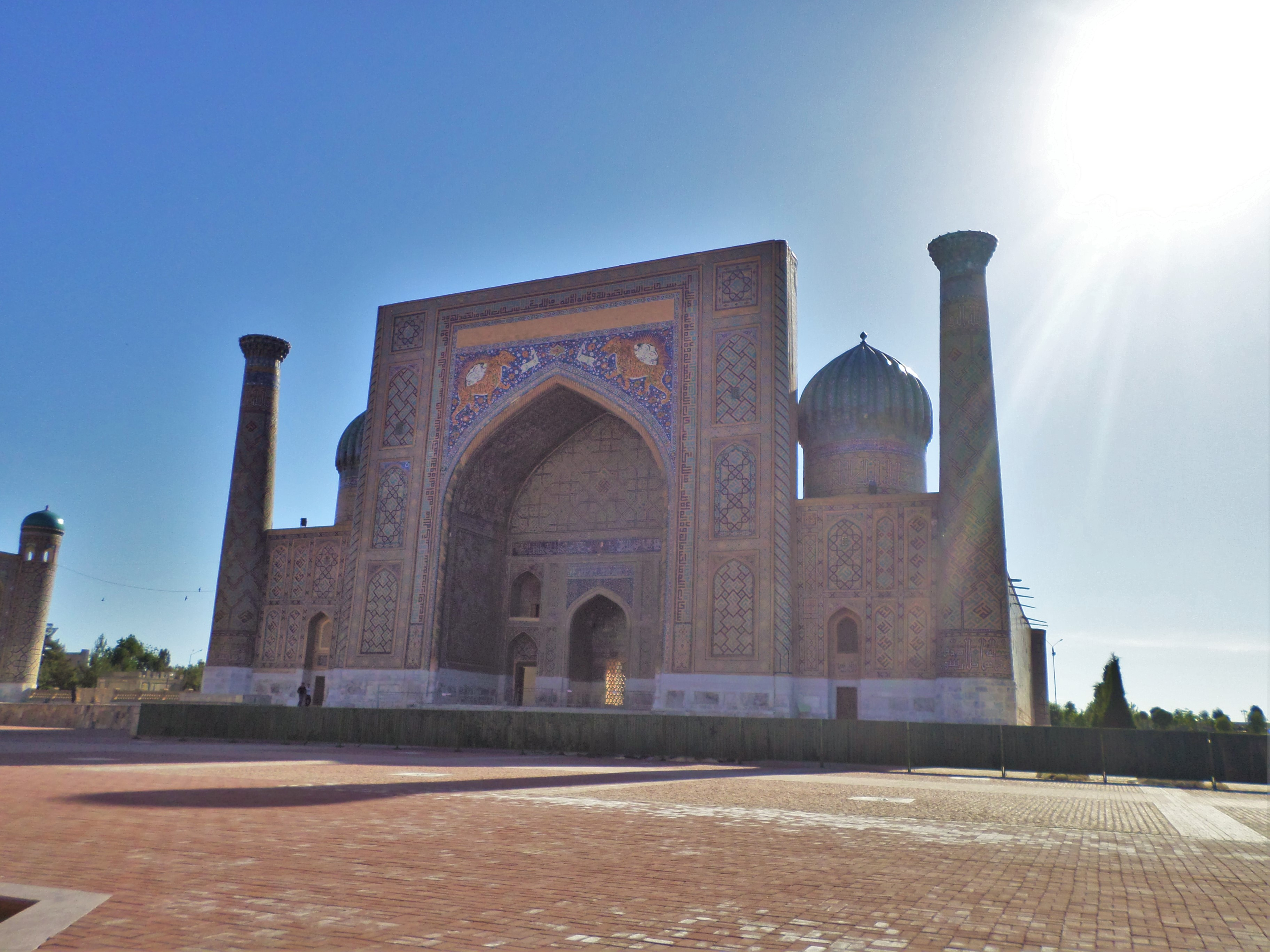
Медресе Шердор
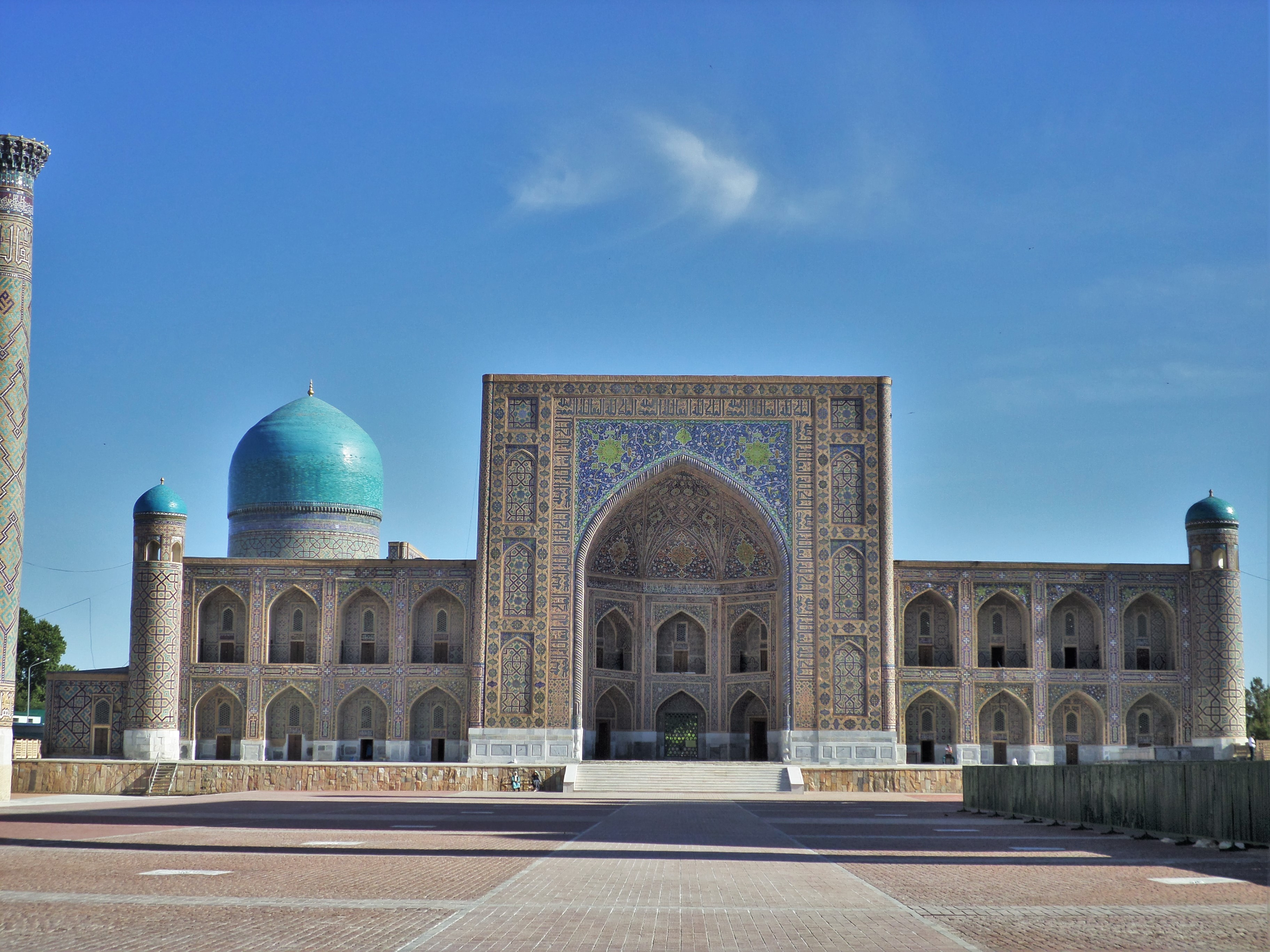
Медресе Тилля Кари
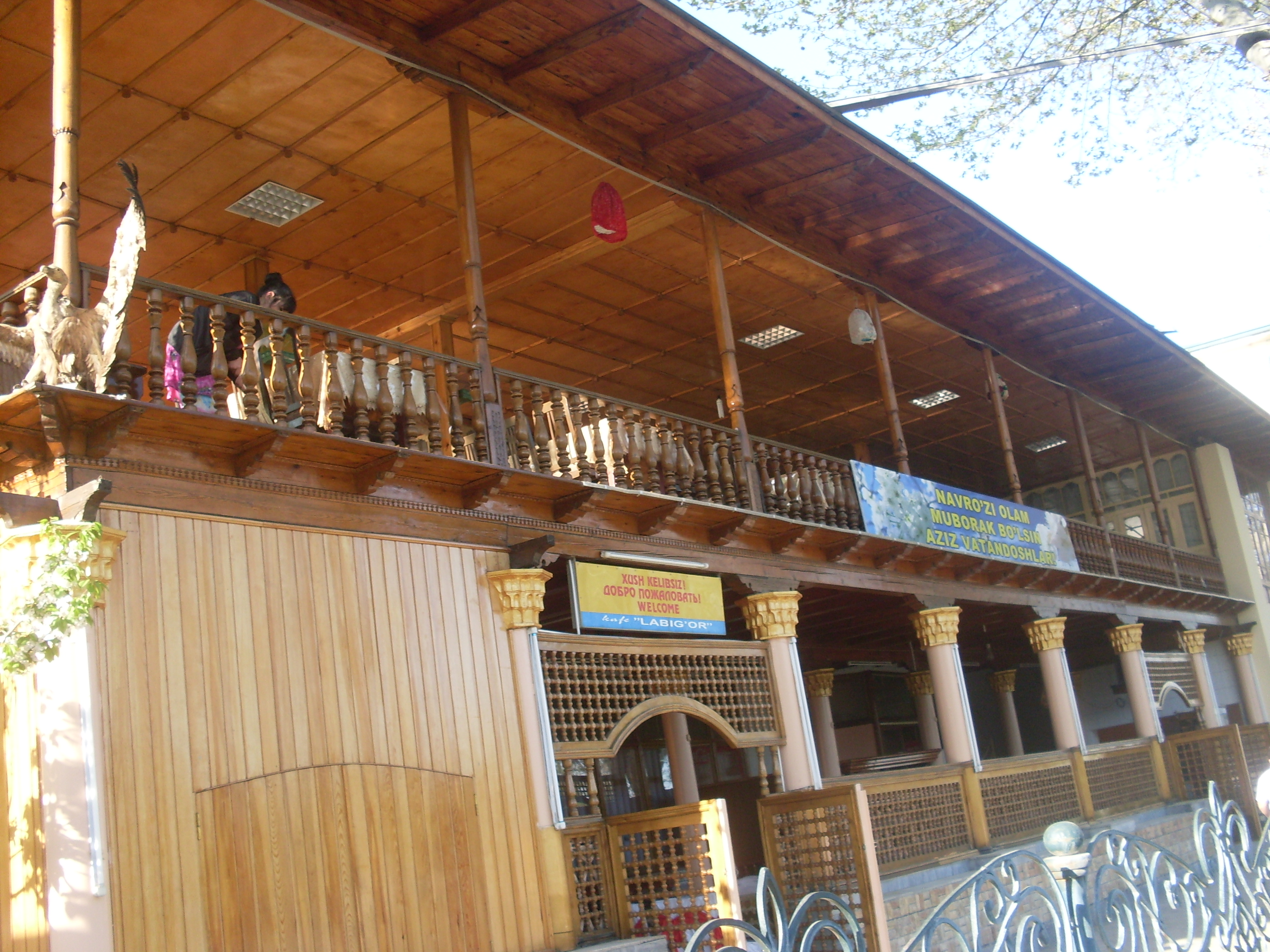
Ресторан «Лабигор»
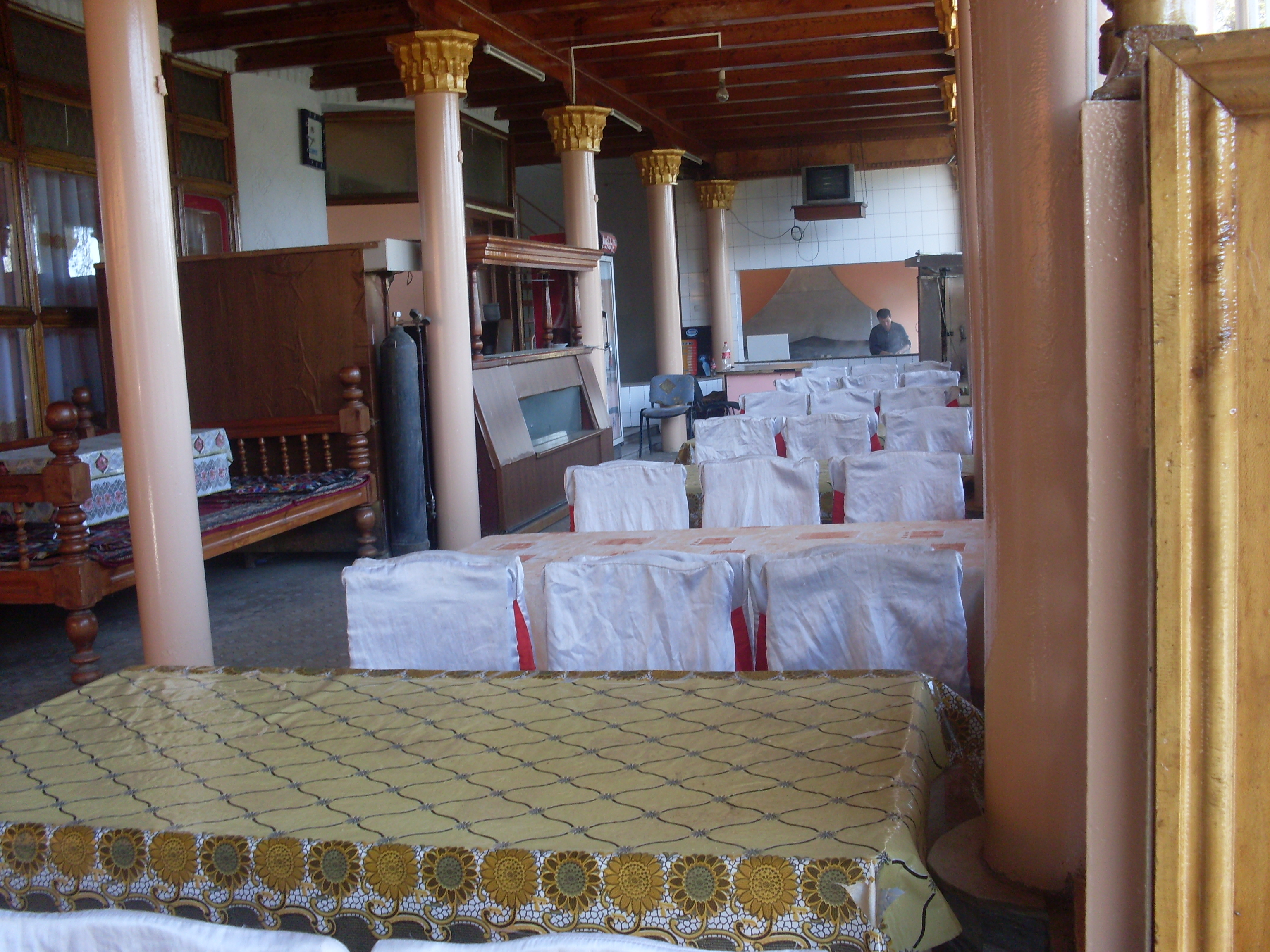
Ресторан «Лабигор» (вид изнутри)
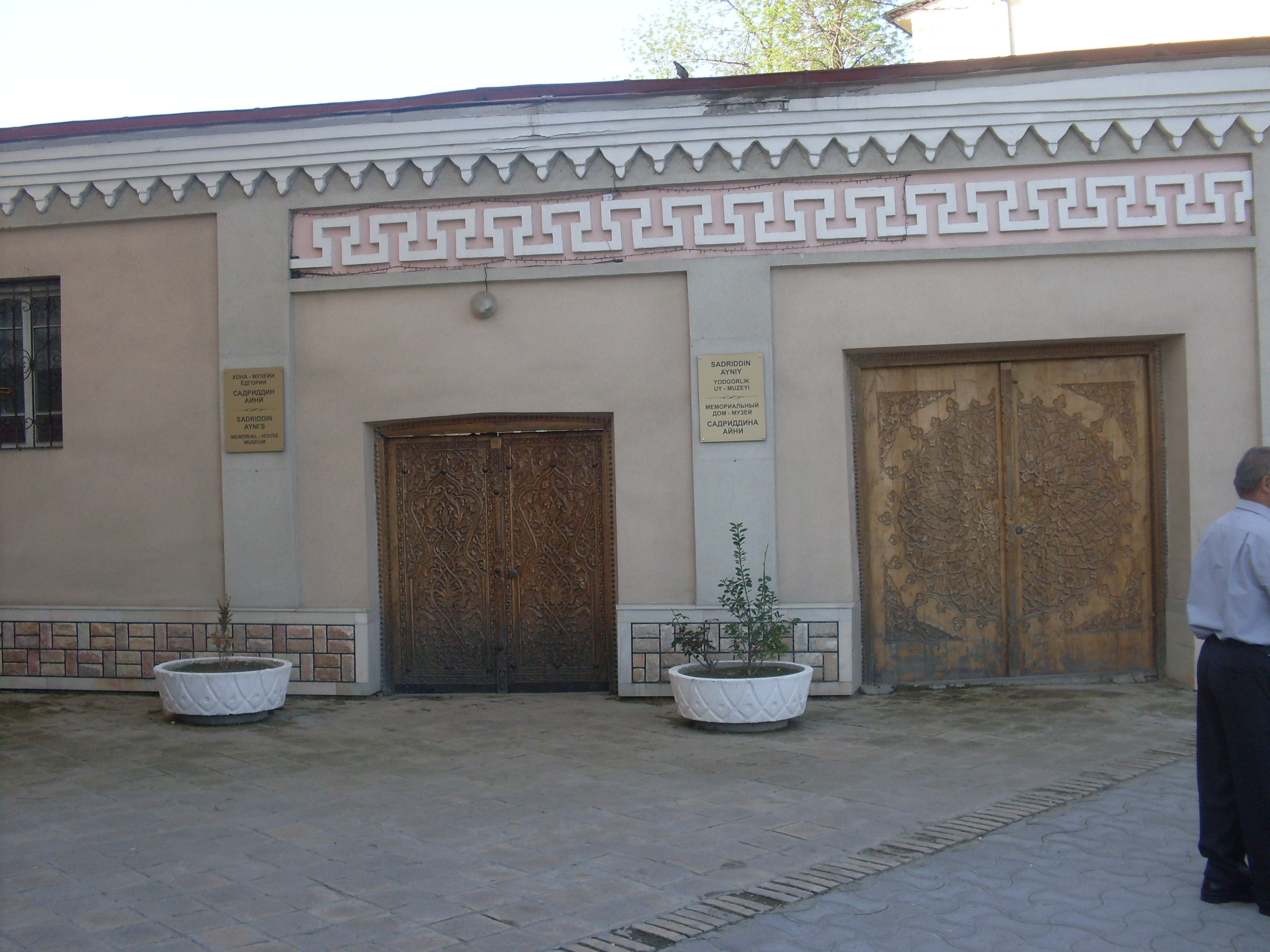
Музей Садриддина Айни
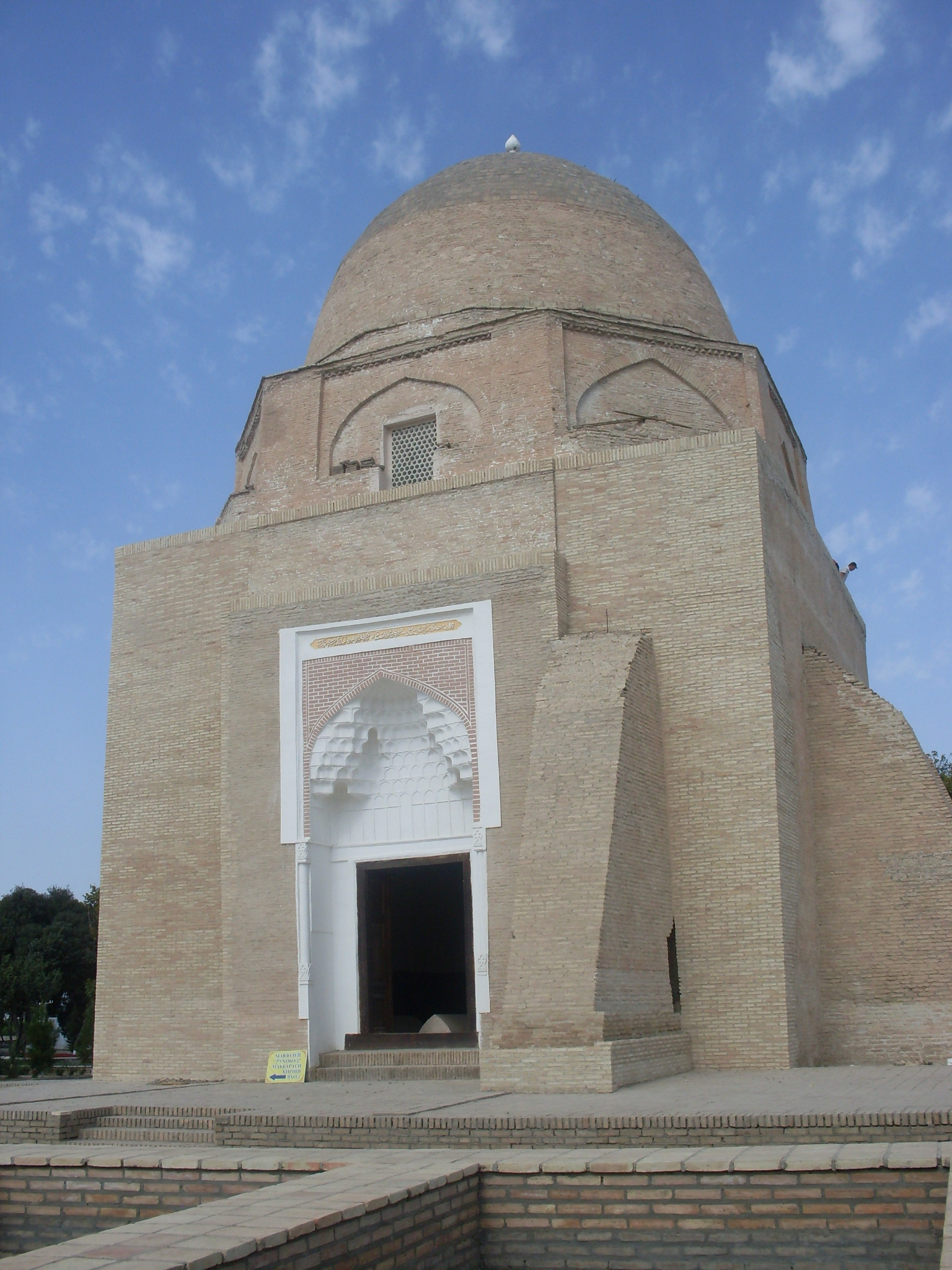
Мавзолей Рухабад
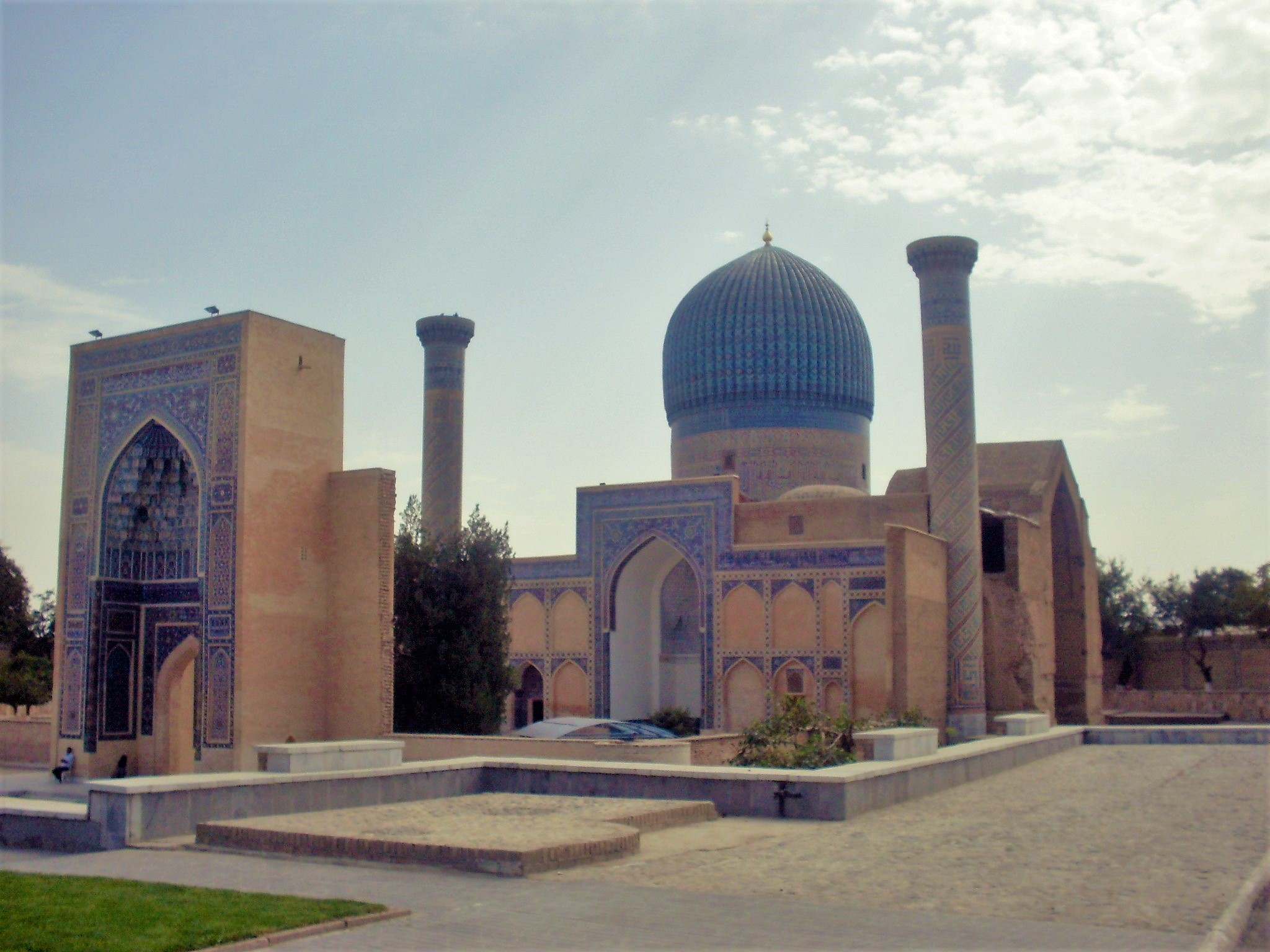
Мавзолей Гур Эмир
Гостиница «Самарканд» (бывшая «Интурист»)
Памятник Амиру Тимуру
Корпус Самаркандского Государственного Университета